# Silkeborg Bybusser
Silkeborg Bybusser er de busser der kører internt i Silkeborg by og de nærliggende oplandsbyer. Linjenettet består af 12 linjer og drives af Midttrafik.

## Historie
Den første bybus i Sillkeborg kan dateres tilbage til 1925, hvor vognmand Svend Weng fik tilladelse til at drive en rute mellem Ørnsøvej og Alderslyst. Linjenettet er med årene vokset i takt med at Silkeborg ligeledes er vokset, og i 1988 bestod linjenettet af de nuværende 12 bybuslinjer.
I Silkeborg kørte bybusserne i mange år under kommunens ledelse under navnet "Silkeborg Lokaltrafik", hvor Ringkjøbing Amt så havde den regionale trafik i mellem byerne. I mange år kørte bybusserne i Silkeborg i en sennepsgul farve, ligesom bybusserne ved Aarhus Sporveje. Senere blev bybusserne i Silkeborg malet om til en halv hvid og gul farve, inden de under Midttrafik blev malet tilbage i en sennepsgul farve, som de fortsat bærer den dag i dag.

### Strejker
I Silkeborg har driften af bybusserne ikke altid været en dans på roser. Flere gange i tidens løb har bybusdriften i Silkeborg været ramt af strejke.
I 2007 var bybusserne i Silkeborg ramt af en strejke grundet overenskomstforhandlinger der var brudt sammen.
Også så sent som i 2021 var der arbejdsnedlæggelse blandt chaufførerne i Silkeborg. Denne gang drejede strejken sig også om overenskomster.

### Rejsekortet gjorde indtog
Ligesom næsten alle andre trafikselskaber i Danmark benytter Midttrafik sig af Rejsekortet, og Silkeborg var en af de første byer Midttrafiks dækningsområde, der fik implementeret rejsekortet, og det skete i 2013.

### Uheld
Uheld sker af og til, og det er også sket ved Silkeborg bybusser.
- I 2014 havde En bybus i en venstresvingsulykke med en 68-årig kvinde.[8]
- I 2016 var en bybus og en bil fra Silkeborg Kommune involveret i et uheld.[9]
- I januar 2022 kørte en bybus i grøften på Gjessøvej, grundet glat føre.[10]

### Mobilitetsplaner og køreplansskift
Igennem tiden er Silkeborg ligesom andre byer blevet udvidet. Det har betydet at Silkeborg har måtte indføre nye mobilitetsplaner samt linjeændringer for at tilpasse sig byens og kommunens behov.
- I 2001 havde Silkeborg en mobilitetsplan der skulle give et mere sammenhængene kommunalt busnet.[11]
- I 2016 var der en mindre linjeændringer på linje 4 og 12.[12]
- Også i 2017 var der linjeændringer. i Denne omgang var det en noget større omlægning af bybusnettet som Midttrafik havde på tegnebrættet[13].
- I 2021 lancerede Silkeborg kommune en ny plan, der skulle give minimums busbetjening af byerne i kommunen[14].
- I 2021 kom det frem at der kan ske store ændringer af bybusnettet i Silkeborg.[15]
- Et lokalt medie i Silkeborg var i maj 2022 ude med en plan hvorpå man kunne trække flere brugere til busserne i Silkeborg.[16]

### Busser på biogas
I 2015 kom det frem at byrådet i Silkeborg havde besluttet at bybusserne i byen ikke længere skulle kører på diesel. Kommunen havde besluttet at byens bybusser for fremtiden skulle kører på Biogas.
I April 2016 kom det frem at det var Scania der skulle levere byens nye gasbusser.
I juli 2016 begyndte byens gasbusser at rulle på byens veje
I april 2022 så det dog ud til at der var et mindre problem med gasbusserne, så de ikke kunne køre. Tankningsanlægget på busgaragen i byen havde en teknisk fejl.

## Nuværende linjenet
| Linje | Rute                                       |
| ----- | ------------------------------------------ |
| 1     | Sygehuset - Sensommervej - Resenbro        |
| 2     | Nytorv - Hvinningdal - Balle Kirkevej      |
| 3     | Lysbro - Hvinningdal Skole                 |
| 4     | Remstrup - Virklund                        |
| 5     | Lysbro - Funder                            |
| 6     | Nørrevænget - Balle Kirkevej - Hvinningdal |
| 7     | Sejs - Svejbæk                             |
| 8     | Lupinvej - Dalvejen - Nordre Højmarksvej   |
| 9     | Oslovej - Stockholmsvej - Nørreskov Bakke  |
| 10    | Lyngbygade - Silkeborg Bad - Gjessø        |
| 11    | Nørreskov Bakke - Arendalsvej - Oslovej    |
| 12    | Kejlstrupvej - Teknisk Skole - Tietgensvej |

## Silkeborg bybusser efter sommeren 2023
I 2023, var der atter hørring fra Silkeborg Kommune og Midttrafik, omkring bybusdriften i Silkeborg. Her blev der blandt andet indstillet til at flere linjer skulle reduceres i frekvens, når der ikke er skoledage. Blandt andet betød disse ændringer en nedlæggelse af linje 12, der i stedet blev erstattet af en omlæggelse af linje 8. Derudover blev linje 1 reduceret til uddannelseskørsel. Dette betyder to afgange om morgenen og tre om eftermiddagen. Linje 2 og 6, der betjener bl.a. Hvinningdal og Balle blev reduceret til kun at køre én gang i timen på skoledage og hver anden time aftener, lørdage og søndage.

## Galleri
- Silkeborg Trafikterminal. bybussernes udgangspunkt
- Linje 2 i Silkeborg
- Tidebus garageanlæg i Silkeborg
- Linje 8 i Silkeborg på Silkeborg Trafikterminal
- Linje 7 i Silkeborg, afgår fra byens trafikterminal
- Linje 1 imod Resenbro
- Linje 7 i Silkeborg på vej til Torvet
- Linje 9 på Silkeborg Trafikterminal